# Jörns kommunala realskola
Jörns kommunala realskola var en kommunal realskola i Jörn verksam från senare delen av 1950-talet till omkring 1968.

## Historia
Skolan inrättades 1953 som en högre folkskola  som efter något år ombildads till en kommunal realskola.
Realexamen gavs från 1957 till omkring 1968.
Skolbyggnaden uppfördes 1952.